# Havernas
 Havernas  es una población y comuna francesa, en la región de Picardía, departamento de Somme, en el distrito de Amiens y cantón de Domart-en-Ponthieu.

## Demografía
| 128 | 133 | 143 | 297 | 375 | 355 | 351 |
| Para los censos de 1962 a 1999 la población legal corresponde a la población sin duplicidades (Fuente: INSEE [Consultar]) |     |     |     |     |     |     |